# Tarqumiyah
Tarqumiyah (àrab: ترقوميا, Tarqūmiyā) és una ciutat palestina de la governació d'Hebron, a Cisjordània, situada 12 quilòmetres al nord-oest d'Hebron. Segons l'Oficina Central Palestina d'Estadístiques tenia 18.960 habitants el 2016.

## Història
Tarqumiyah és una ciutat antiga situada en un turó rocós. S'hi ha trobat cisternes. Segons el Survey of Western Palestine (SWP) del Fons per a l'Exploració de Palestina aquest lloc és la seu episcopal de Tricomia.

### Època otomana
Tarqumiyah, com la resta de Palestina, va ser incorporada a l'Imperi Otomà en 1517, i en el cens de 1596 la vila apareix al nàhiya de Halil, del liwà d'al-Quds. Tenia una població de 17 famílies, totes musulmanes. Pagaven una taxa impositiva fixa del 33,33% en productes agrícoles, incloent blat, ordi, oliveres, cabres i ruscs, a més d'ingressos ocasionals; un total de 6.500 akçe.
En 1838 Edward Robinson va passar i va assenyalar que Tarqumiyah estava en el camí més freqüent de la ciutat de Gaza, a través de Bayt Jibrin a Hebron. Mentre descansava a Tarqumiyah, va ser visitat pel xeic local i altres dignataris, que «es van mostrar amb amabilitat i cortesia.»
In 1863 Victor Guérin va considerar que tenia 400 habitants, mentre que una llista de pobles otomans d'aproximadament 1870 comptava amb 45 cases i una població de 108, encara que el recompte de població només incloïa homes. En 1883, el Fons per a l'Exploració de Palestina va descriure Tarqumiyah en el seu Survey of Western Palestine com «un petit poble en un turó rocós a prop de les terres baixes. A l'est, a una distància llunyana, hi ha una font; al sud hi ha oliveres.»

### Mandat Britànic de Palestina
En el cens de Palestina de 1922, dut a terme per les autoritats del Mandat Britànic, Tarqumiyah tenia 976 habitants, tots musulmans, incrementats en el cens de Palestina de 1931 a 1.173, tots musulmans en 225 cases habitades.
En el cens de 1945 la població de Tarqumiyah era de 1.550 musulmans, i l'àrea total de terra era de 21,188 dúnams de terra segons una enquesta oficial de terra i població. 1,029 dúnams eren plantacions i regadiu, 6,614 eren usats per a cereals, mentre 152 dúnams eren sòl edificat.

### Ocupació jordana
Després de la Guerra araboisraeliana de 1948 i els acords d'armistici de 1949, Tarqumiyah va quedar sota un règim d'ocupació jordana. Des de la Guerra dels Sis Dies en 1967, Tarqumiyah ha romàs sota ocupació israeliana. La població en el cens elaborat el 1967 per les autoritats israelianes era de 2.412 habitants.